# ألفونس دس فافر
ألفونس دس فافر هو عالم معادن ‏ وجيولوجي سويسري، ولد في 31 مارس 1815 في جنيف في سويسرا، وتوفي في 12 يوليو 1890 في بريني شامبيزي ‏ في سويسرا.